# 흑성산
흑성산(黑城山)은 대한민국 충청남도 천안시 동남구 목천읍에 있는 산이다. 정상에 흑성산성과 방송 중계 시설이 있다. 한편, KBS대전방송총국이 2010년 10월부터 흑성산중계소를 일반인들에게 개방하고 있다.

## 흑성산성
흑성산성(黑城山城)은 흑성산 정상을 둘러싼 산성이다. 충청남도 문화재자료 제364호로 지정되었다.

## 중계소 현황
| 디지털TV  |                   |           |                      |       |                                                                                                 |
| 가상채널  | 방송국명          | 호출부호  | 물리채널             | 출력  | 가시청권                                                                                        |
| CH 6-1    | TJB-TV            | HLDF-DTV  | CH 45                | 1㎾   | 천안, 아산, 평택, 안성 일부, 예산 일부, 당진 일부, 연기 일부, 청주 일부, 청원 서북부, 진천 일부 |
| CH 7-1    | KBS대전2TV        | HLQT-DTV  | CH 50                | 1㎾   | 천안, 아산, 평택, 안성 일부, 예산 일부, 당진 일부, 연기 일부, 청주 일부, 청원 서북부, 진천 일부 |
| CH 9-1    | KBS대전1TV        | HLKI-DTV  | CH 44                | 1㎾   | 천안, 아산, 평택, 안성 일부, 예산 일부, 당진 일부, 연기 일부, 청주 일부, 청원 서북부, 진천 일부 |
| 10-1      | EBS 1TV           | HLQL-DTV  | CH 51                | 1㎾   | 천안, 아산, 평택, 안성 일부, 예산 일부, 당진 일부, 연기 일부, 청주 일부, 청원 서북부, 진천 일부 |
| 10-2      | EBS 2TV           | HLQL-DTV  | CH 51                | 1㎾   | 천안, 아산, 평택, 안성 일부, 예산 일부, 당진 일부, 연기 일부, 청주 일부, 청원 서북부, 진천 일부 |
| CH 11-1   | 대전MBC-TV        | HLCQ-DTV  | CH 46                | 1㎾   | 천안, 아산, 평택, 안성 일부, 예산 일부, 당진 일부, 연기 일부, 청주 일부, 청원 서북부, 진천 일부 |
| FM라디오  |                   |           |                      |       |                                                                                                 |
| 주파수    | 방송국명          | 호출부호  |                      | 출력  | 가시청권                                                                                        |
| 89.9㎒    | KBS대전 제1라디오 | HLKI-SFM  |                      | 1W    | 충남 서북부, 경기 남부, 충북 중부                                                               |
| 95.5㎒    | TJB POWER FM      | HLDF-FM   |                      | 100㎾ | 충남 서북부, 경기 남부, 충북 중부                                                               |
| 103.1㎒   | TBN충남교통방송   | HLEP-FM   |                      | 100㎾ | 충남 서북부, 경기 남부, 충북 중부                                                               |
| 지상파DMB |                   |           |                      |       |                                                                                                 |
| 앙상블명  | 방송국명          | 호출부호  | 채널(주파수)         | 출력  | 가시청권                                                                                        |
| MY MBC    | my MBC11          | HLCQ-TDMB | CH 11-A (199.280MHz) | 1㎾   | 천안, 아산, 평택, 안성 일부, 예산 일부, 당진 일부, 세종 일부, 청주 일부, 진천 일부              |
| U-KBS     | KBS STAR          | HLKI-TDMB | CH 11-B (201.008MHz) | 1㎾   | 천안, 아산, 평택, 안성 일부, 예산 일부, 당진 일부, 세종 일부, 청주 일부, 진천 일부              |
| U-KBS     | HD KBS STAR       | HLKI-TDMB | CH 11-B (201.008MHz) | 1㎾   | 천안, 아산, 평택, 안성 일부, 예산 일부, 당진 일부, 세종 일부, 청주 일부, 진천 일부              |
| U-KBS     | KBS HEART         | HLKI-TDMB | CH 11-B (201.008MHz) | 1㎾   | 천안, 아산, 평택, 안성 일부, 예산 일부, 당진 일부, 세종 일부, 청주 일부, 진천 일부              |
| U-KBS     | KBS MUSIC         | HLKI-TDMB | CH 11-B (201.008MHz) | 1㎾   | 천안, 아산, 평택, 안성 일부, 예산 일부, 당진 일부, 세종 일부, 청주 일부, 진천 일부              |
| TJB u     | TJB-SBSu          | HLDF-TDMB | CH 11-C (202.736MHz) | 1㎾   | 천안, 아산, 평택, 안성 일부, 예산 일부, 당진 일부, 세종 일부, 청주 일부, 진천 일부              |
| TJB u     | CJB-mYTN          | HLDF-TDMB | CH 11-C (202.736MHz) | 1㎾   | 천안, 아산, 평택, 안성 일부, 예산 일부, 당진 일부, 세종 일부, 청주 일부, 진천 일부              |

## 같이 보기
- 대한민국의 지리
- 한국의 산 목록
- 포털:대한민국